# Усманов, Пулат Джураевич
 Пулат Джураевич Усманов  (тадж.  Пулод Ҷӯраевич Усмонов; 7 мая 1935, Канибадам — 13 июля 2002, Душанбе) — учёный-генетик, доктор биологических наук (1974), профессор (1983), действительный член Академии наук Республики Таджикистан (1997).

## Биография
Пулат Джураевич Усманов родился в г. Канибадаме, Таджикская ССР. Отец — Усманов Джура, историк, журналист, мать — Усманова (Асророва) Хамро, партийный и государственный работник. Жена — Усманова (Кузнецова) Ольга Владимировна, сыновья — Рустам и Тимур. Родной брат академика Академии наук Республики Таджикистан  З. Д. Усманова.
- 1954—1959 гг. — учёба в Таджикском государственном университете им. В. И. Ленина;
- 1959—1960 гг. — старший лаборант Института ботаники Академии наук Таджикской ССР;
- 1960—1962 гг. — аспирант Академии наук Таджикской ССР, научный руководитель — проф. Н. В. Тимофеев-Ресовский;
- 1962—1964 гг. — младший научный сотрудник Отдела физиологии и биофизики растений Академии наук Таджикской ССР;
- 1964—1967 гг. — и. о. заведующего лабораторией радиобиологии Института физиологии и биофизики растений Академии наук Академии наук Таджикской ССР;
- 1967 г. — заведующий лабораторией физиологической генетики Института физиологии и биофизики растений Академии наук Таджикской ССР.
- 1975—1995 гг. — заведующий Отделом общей генетики хлопчатника Академии наук Таджикской ССР;
- 1996 Зам. директора Института физиологии растений и генетики Академии наук Республики Таджикистан и заведующий Отделом генетики этого Института.

## Научная деятельность
Основные направления деятельности: радиационная биология, генетика физиологических функций растительного организма, генетические методы оценки последствий взаимодействия растений с окружающей средой, генетика и селекция хлопчатника, эволюционное учение.
Автор около 300 научных работ по фундаментальным и прикладным вопросам генетики, среди которых 1 патент и 2 авторских свидетельств на изобретение.
- 1965 г. — кандидатская диссертация на тему «Влияние температуры на восстановление хромосом, поврежденных гамма-лучами (исследования на семенах гороха)».
- 1968 г. — старший научный сотрудник по специальности «генетика».
- 1984 г. — докторская диссертация на тему «Генотипическая изменчивость признаков фотосинтетического аппарата высших растений», Институт генетики АН СССР
- 1985 г. — член-корреспондент Академии наук Таджикской ССР по специальности «генетика».
- 1990 г. — профессор по кафедре генетики и селекции, ВАК , Министерство высшего образования СССР, г.Москва
- 1997 г. — избран академиком Академии наук Республики Таджикистан по специальности «генетика».

### Основные публикации
- П. Д. Усманов, О. В. Усманова. Эссе о Зубре. Ещё раз о Н. В. Тимофееве-Ресовском.// Космический альманах. — 2001. — № 5. — С.102-111.
- П. Д. Усманов. Генетические аспекты экологической безопасности. Проблемы экологии и охраны природы, выпуск № 1. — Душанбе, 1999. − 30 с.
- П. Д. Усманов. Н. В. Тимофеев-Ресовский и влияние культур востока и запада. — Душанбе. 2001. 22 с.
- П. Д. Усманов. Радиобиология хлопчатника. — Душанбе, 2015. 121 с.
- Генетическая коллекция арабидопсиса (Arabidopsis thaliana (L.) Heynh.) Атлас. (Посвящён памяти академика Усманова П. Д.). — Душанбе, 2010. 96 с. (редактор-составитель Усманова О. В.).

## Общественная деятельность
- 1975 г.- член рабочей группы по разработке координационного плана совместных научно-исследовательских работ институтов АН СССР и ВАСХНИЛ по направлению «Применение новейших физико-технических методов и средств для нужд сельского хозяйства»;
- 1975—1983 гг. — член Секции радиационной генетики Научного совета АН СССР по проблемам радиобиологии;
- 1982—1987 гг. — член ревизионной комиссии Всесоюзного общества генетиков и селекционеров им. Н. И. Вавилова;
- 1987—1991 гг. — член Секции генетических аспектов проблемы «Человек и биосфера» при Государственном комитете СССР по науке и технике;
- 2002 г. Заместитель председателя Комитета «Союз-Чернобыль» Республики Таджикистан по науке;
- 1992 г. — заместитель председателя Республиканского общества генетиков и селекционеров им. Н. И. Вавилова;
- 1987—1992 гг. — член Центрального совета Всесоюзного общества генетиков и селекционеров им. Н. И. Вавилова.

## Награды
- «За доблестный труд. В ознаменование 100-летия со дня рождения В. И. Ленина» (1970),
- «Ветеран труда» (1984), юбилейная медаль «5 годовщина ВС РТ»,
- почётные знаки ВЦСПС «Победитель соцсоревнования» 1975, 1977, 1982 гг.,
- памятная медаль «Академик Н. И. Вавилов. 100-летие со дня рождения», заслуженный деятель науки (1997).
- Почётная грамота Президиума АН РТ (1985), Почетная грамота ЦК КПСС, Совета Министров СССР, ВЦСПС и ЦК ВЛКСМ (1985),[1];[2][3]